# Cordylus mclachlani
Espèce
Statut de conservation UICN

 LC  : Préoccupation mineure
Statut CITES
Cordylus mclachlani est une espèce de sauriens de la famille des Cordylidae.

## Répartition
Cette espèce est endémique du Cap-Occidental en Afrique du Sud. Elle se rencontre dans les monts Kouebokkeveld.

## Étymologie
Cette espèce est nommée en l'honneur de Geoffrey Roy McLachlan.

## Publication originale
- Mouton, 1986 : Description of a new species of Cordylus Laurenti (Reptilia: Cordylidae) from the south-western Cape, South Africa. South African Journal of Zoology, vol. 21, no 4, p. 319-324 (texte intégral).